# Подкейше
Подкейше (пол. Podkiejsze, нім. Niedereck) — село в Польщі, у гміні Баб'як Кольського повіту Великопольського воєводства.
Населення — 110 осіб (2011).
У 1975-1998 роках село належало до Конінського воєводства.

## Демографія
Демографічна структура станом на 31 березня 2011 року:
|          | Загалом | Допрацездатний вік | Працездатний вік | Постпрацездатний вік |
| -------- | ------- | ------------------ | ---------------- | -------------------- |
| Чоловіки | 56      | 9                  | 40               | 7                    |
| Жінки    | 54      | 11                 | 32               | 11                   |
| Разом    | 110     | 20                 | 72               | 18                   |